# Circuito de Selecciones Femeninas 2022
El Circuito de Selecciones 2022 fue una serie de torneos regionales de rugby 7 femenino disputados por los seleccionados femeninos de la uniones provinciales afiliadas a la Unión Argentina de Rugby, los cuales fueron clasificatorios para el Seven de la República Femenino en las categorías "Mayores" y "Juveniles". Los torneos se disputaron entre el 16 de octubre y el 6 de noviembre de 2022. 
A partir de esta temporada, el Seven de la República Femenino se expandió de doce a dieciséis equipos participantes y pasó a disputarse en dos niveles de ocho equipos cada uno: Campeonato y Desarrollo. Debido a esto hubo cambios en el sistema de clasificación para los torneos regionales en la categoría Mayores: los seis campeones regionales clasifican de forma directa a la división Campeonato junto a los dos subcampeones con mayor cantidad de jugadoras fichadas. Los subcampeones restantes clasifican a la división Desarrollo junto a los cuatro terceros con mayor cantidad de jugadoras fichadas.

## Torneo Regional Centro
El Torneo de la Región Centro se disputó el 6 de noviembre en las instalaciones del Cha Roga Club en Santo Tomé, Provincia de Santa Fe. Si bien se disputaron otros torneos regionales durante esta temporada, a diferencia de años anteriores, este fue el único torneo que definió la clasificación para el Seven de la República.

### Mayores
| Pos. | Equipos    | Partidos | Partidos | Partidos | Tantos | Tantos | Tantos |
| Pos. | Equipos    | G        | E        | P        | PF     | PC     | DP     |
| ---- | ---------- | -------- | -------- | -------- | ------ | ------ | ------ |
| 1.°  | Córdoba    | 3        | 0        | 0        | 108    | 33     | +75    |
| 2.°  | Santa Fe   | 2        | 0        | 1        | 41     | 41     | +0     |
| 3.°  | Rosario    | 1        | 0        | 2        | 38     | 68     | -30    |
| 4.°  | Entre Ríos | 0        | 0        | 3        | 17     | 62     | -45    |

|  | Clasifica a Zona Campeonato. |
|  | Clasifica a Zona Desarrollo. |

| 6 de noviembre | Santa Fe | 12 - 0  | Entre Ríos | Cha Roga Club, Santo Tomé |  |
|                |          | Reporte |            |                           |  |

| 6 de noviembre | Rosario | 14 - 41 | Córdoba | Cha Roga Club, Santo Tomé |  |
|                |         | Reporte |         |                           |  |

| 6 de noviembre | Santa Fe | 7 - 31  | Córdoba | Cha Roga Club, Santo Tomé |  |
|                |          | Reporte |         |                           |  |

| 6 de noviembre | Entre Ríos | 5 - 14  | Rosario | Cha Roga Club, Santo Tomé |  |
|                |            | Reporte |         |                           |  |

| 6 de noviembre | Santa Fe | 22 - 10 | Rosario | Cha Roga Club, Santo Tomé |  |
|                |          | Reporte |         |                           |  |

| 6 de noviembre | Córdoba | 36 - 12 | Entre Ríos | Cha Roga Club, Santo Tomé |  |
|                |         | Reporte |            |                           |  |

### Juveniles
| Pos. | Equipos    | Partidos | Partidos | Partidos | Tantos | Tantos | Tantos |
| Pos. | Equipos    | G        | E        | P        | PF     | PC     | DP     |
| ---- | ---------- | -------- | -------- | -------- | ------ | ------ | ------ |
| 1.°  | Santa Fe   | 3        | 0        | 0        | 64     | 22     | +42    |
| 2.°  | Córdoba    | 2        | 0        | 1        | 52     | 41     | +11    |
| 3.°  | Rosario    | 1        | 0        | 2        | 22     | 50     | -28    |
| 4.°  | Entre Ríos | 0        | 0        | 3        | 22     | 47     | -25    |

|  | Campeón. Clasifica de forma directa.       |
|  | Clasifica por cant. de jugadoras fichadas. |

| 6 de noviembre | Santa Fe | 15 - 5  | Entre Ríos | Cha Roga Club, Santo Tomé |  |
|                |          | Reporte |            |                           |  |

| 6 de noviembre | Rosario | 5 - 20  | Córdoba | Cha Roga Club, Santo Tomé |  |
|                |         | Reporte |         |                           |  |

| 6 de noviembre | Santa Fe | 29 - 12 | Córdoba | Cha Roga Club, Santo Tomé |  |
|                |          | Reporte |         |                           |  |

| 6 de noviembre | Entre Ríos | 10 - 12 | Rosario | Cha Roga Club, Santo Tomé |  |
|                |            | Reporte |         |                           |  |

| 6 de noviembre | Santa Fe | 20 - 5  | Rosario | Cha Roga Club, Santo Tomé |  |
|                |          | Reporte |         |                           |  |

| 6 de noviembre | Córdoba | 20 - 7  | Entre Ríos | Cha Roga Club, Santo Tomé |  |
|                |         | Reporte |            |                           |  |

## Torneo Regional NEA
El Torneo Regional NEA se jugó el 16 de octubre en el San Patricio Rugby Club de Corrientes. Al igual que en la temporada anterior, el torneo en mayores fue ganado por la Unión de Rugby del Nordeste y el de juveniles por la Unión de Rugby de Misiones.

### Mayores
| Pos. | Equipos  | Partidos | Partidos | Partidos | Tantos | Tantos | Tantos |
| Pos. | Equipos  | G        | E        | P        | PF     | PC     | DP     |
| ---- | -------- | -------- | -------- | -------- | ------ | ------ | ------ |
| 1.°  | Nordeste | 2        | 0        | 0        | 44     | 5      | +39    |
| 2.°  | Misiones | 1        | 0        | 1        |        |        |        |
| 3.°  | Formosa  | 0        | 0        | 2        |        |        |        |

|  | Clasifica a Zona Campeonato. |
|  | Clasifica a Zona Desarrollo. |

| 16 de octubre | Misiones | G.P. - P.P. | Formosa | San Patricio Rugby Club, Corrientes |  |
|               |          | Reporte     |         |                                     |  |

| 16 de octubre | Nordeste | 19 - 0  | Formosa | San Patricio Rugby Club, Corrientes |  |
|               |          | Reporte |         |                                     |  |

| 16 de octubre | Nordeste | 25 - 5  | Misiones | San Patricio Rugby Club, Corrientes |  |
|               |          | Reporte |          |                                     |  |

### Juveniles
| Pos. | Equipos  | Partidos | Partidos | Partidos | Tantos | Tantos | Tantos |
| Pos. | Equipos  | G        | E        | P        | PF     | PC     | DP     |
| ---- | -------- | -------- | -------- | -------- | ------ | ------ | ------ |
| 1.°  | Misiones | 2        | 0        | 0        |        |        |        |
| 2.°  | Nordeste | 1        | 0        | 1        | 20     | 43     | -23    |
| 3.°  | Formosa  | 0        | 0        | 2        |        |        |        |

|  | Campeón. Clasifica de forma directa.       |
|  | Clasifica por cant. de jugadoras fichadas. |

| 16 de octubre | Misiones | G.P. - P.P. | Formosa | San Patricio Rugby Club, Corrientes |  |
|               |          | Reporte     |         |                                     |  |

| 16 de octubre | Nordeste | 20 - 0  | Formosa | San Patricio Rugby Club, Corrientes |  |
|               |          | Reporte |         |                                     |  |

| 16 de octubre | Nordeste | 0 - 43  | Misiones | San Patricio Rugby Club, Corrientes |  |
|               |          | Reporte |          |                                     |  |

## Torneo Regional NOA
El Torneo Regional del NOA se jugó en las instalaciones del Duendes Rugby Club de Rosario de la Frontera, Provincia de Salta. Por tercer año consecutivo, la Unión de Rugby de Tucumán se quedó con el torneo en las dos categorías. La Unión de Rugby de Salta también consiguió la clasificación en mayores.

### Mayores
| Pos. | Equipos         | Partidos | Partidos | Partidos | Tantos | Tantos | Tantos |
| Pos. | Equipos         | G        | E        | P        | PF     | PC     | DP     |
| ---- | --------------- | -------- | -------- | -------- | ------ | ------ | ------ |
| 1.°  | Tucumán         | 3        | 0        | 0        | 163    | 0      | +163   |
| 2.°  | Salta           | 2        | 0        | 1        |        |        |        |
| 3.°  | Jujuy           | 1        | 0        | 2        |        |        |        |
| 4.°  | Sgo. del Estero | 0        | 0        | 3        | 0      | 125    | -125   |

|  | Clasifica a Zona Campeonato. |
|  | Clasifica a Zona Desarrollo. |

| 30 de octubre | Tucumán | 47 - 0  | Jujuy | Duendes Rugby Club, Rosario de la Frontera |  |
|               |         | Reporte |       |                                            |  |

| 30 de octubre | Salta | 38 - 0 | Santiago del Estero | Duendes Rugby Club, Rosario de la Frontera |  |

| 30 de octubre | Jujuy | 34 - 0 | Santiago del Estero | Duendes Rugby Club, Rosario de la Frontera |  |

| 30 de octubre | Tucumán | 63 - 0  | Salta | Duendes Rugby Club, Rosario de la Frontera |  |
|               |         | Reporte |       |                                            |  |

| 30 de octubre | Salta | G.P. - P.P. | Jujuy | Duendes Rugby Club, Rosario de la Frontera |  |

| 30 de octubre | Tucumán | 53 - 0  | Santiago del Estero | Duendes Rugby Club, Rosario de la Frontera |  |
|               |         | Reporte |                     |                                            |  |

### Juveniles
| Pos. | Equipos | Partidos | Partidos | Partidos | Tantos | Tantos | Tantos |
| Pos. | Equipos | G        | E        | P        | PF     | PC     | DP     |
| ---- | ------- | -------- | -------- | -------- | ------ | ------ | ------ |
| 1.°  | Tucumán | 2        | 0        | 0        | 61     | 5      | +56    |
| 2.°  | Salta   | 1        | 0        | 1        |        |        |        |
| 3.°  | Jujuy   | 0        | 0        | 2        |        |        |        |

|  | Campeón. Clasifica de forma directa.       |
|  | Clasifica por cant. de jugadoras fichadas. |

| 30 de octubre | Salta | G.P. - P.P. | Jujuy | Duendes Rugby Club, Rosario de la Frontera |  |

| 30 de octubre | Tucumán | 34 - 0  | Jujuy | Duendes Rugby Club, Rosario de la Frontera |  |
|               |         | Reporte |       |                                            |  |

| 30 de octubre | Tucumán | 27 - 5  | Salta | Duendes Rugby Club, Rosario de la Frontera |  |
|               |         | Reporte |       |                                            |  |

## Torneo Regional Oeste
El Torneo Regional de Selecciones se disputó el 6 de noviembre en las instalaciones de Universitario de San Juan en Pocito. La Unión Andina de Rugby se quedó con el campeonato en mayores.

### Mayores
| Pos. | Equipos  | Partidos | Partidos | Partidos | Tantos | Tantos | Tantos |
| Pos. | Equipos  | G        | E        | P        | PF     | PC     | DP     |
| ---- | -------- | -------- | -------- | -------- | ------ | ------ | ------ |
| 1.°  | Andina   | 3        | 0        | 0        | 100    | 5      | +95    |
| 2.°  | San Juan |          |          |          |        |        |        |
| 3.°  | Cuyo     |          |          |          |        |        |        |
| 4.°  | San Luis |          |          |          |        |        |        |

|  | Clasifica a Zona Campeonato. |
|  | Clasifica a Zona Desarrollo. |

| 6 de noviembre | Andina | 36 - 0  | San Juan | UNSJ, San Juan |  |
|                |        | Reporte |          |                |  |

| 6 de noviembre | Cuyo | - | San Luis | UNSJ, Pocito |  |

| 6 de noviembre | Cuyo | 7 - 10 | San Juan | UNSJ, Pocito |  |

| 6 de noviembre | Andina | 49 - 0  | San Luis | UNSJ, Pocito |  |
|                |        | Reporte |          |              |  |

| 6 de noviembre | Andina | 15 - 5  | Cuyo | UNSJ, Pocito |  |
|                |        | Reporte |      |              |  |

| 6 de noviembre | San Juan | - | San Luis | UNSJ, Pocito |  |

### Juveniles
Tras empatar en puntos, la Unión Sanjuanina de Rugby se quedó con el título por haber anotado el primer try del partido ante la Unión Andina de Rugby.
| Pos. | Equipos  | Partidos | Partidos | Partidos | Tantos | Tantos | Tantos |
| Pos. | Equipos  | G        | E        | P        | PF     | PC     | DP     |
| ---- | -------- | -------- | -------- | -------- | ------ | ------ | ------ |
| 1.°  | Cuyo     | 1        | 1        | 0        |        |        |        |
| 2.°  | Andina   | 1        | 1        | 0        |        |        |        |
| 3.°  | San Juan | 0        | 0        | 2        |        |        |        |

|  | Campeón. Clasifica de forma directa.       |
|  | Clasifica por cant. de jugadoras fichadas. |

| 6 de noviembre | Andina | G.P. - P.P. | San Juan | UNSJ, Pocito |  |
|                |        | Reporte     |          |              |  |

| 6 de noviembre | San Juan | P.P. - G.P. | Cuyo | UNSJ, Pocito |  |
|                |          | Reporte     |      |              |  |

| 6 de noviembre | Andina | 10 - 10 | Cuyo | UNSJ, Pocito |  |
|                |        | Reporte |      |              |  |

## Torneo Regional Pampeano
El Torneo Regional Pampeano se jugó el 30 de octubre en Mar del Plata, Provincia de Buenos Aires, en las instalaciones del Comercial Rugby Club. La Unión de Rugby de Buenos Aires se quedó con el torneo en ambas categorías, mientras que la Unión de Rugby del Sur y la Unión de Rugby del Oeste de Buenos Aires también consiguieron la  clasificación.

### Mayores
| Pos. | Equipos       | Partidos | Partidos | Partidos | Tantos | Tantos | Tantos |
| Pos. | Equipos       | G        | E        | P        | PF     | PC     | DP     |
| ---- | ------------- | -------- | -------- | -------- | ------ | ------ | ------ |
| 1.°  | Buenos Aires  | 3        | 0        | 0        | 92     | 12     | +80    |
| 2.°  | Sur           | 2        | 0        | 1        | 51     | 22     | +29    |
| 3.°  | Oeste         | 1        | 0        | 2        | 17     | 51     | -34    |
| 4.°  | Mar del Plata | 0        | 0        | 3        | 14     | 89     | -75    |

|  | Clasifica a Zona Campeonato. |
|  | Clasifica a Zona Desarrollo. |

| 30 de octubre | Buenos Aires | 15 - 5  | Sur | Comercial Rugby Club, Mar del Plata |  |
|               |              | Reporte |     |                                     |  |

| 30 de octubre | Mar del Plata | 7 - 10  | Oeste | Comercial Rugby Club, Mar del Plata |  |
|               |               | Reporte |       |                                     |  |

| 30 de octubre | Mar del Plata | 7 - 43  | Buenos Aires | Comercial Rugby Club, Mar del Plata |  |
|               |               | Reporte |              |                                     |  |

| 30 de octubre | Oeste | 7 - 10  | Sur | Comercial Rugby Club, Mar del Plata |  |
|               |       | Reporte |     |                                     |  |

| 30 de octubre | Mar del Plata | 0 - 36  | Sur | Comercial Rugby Club, Mar del Plata |  |
|               |               | Reporte |     |                                     |  |

| 30 de octubre | Oeste | 0 - 34  | Buenos Aires | Comercial Rugby Club, Mar del Plata |  |
|               |       | Reporte |              |                                     |  |

### Juveniles
| Pos. | Equipos       | Partidos | Partidos | Partidos | Tantos | Tantos | Tantos |
| Pos. | Equipos       | G        | E        | P        | PF     | PC     | DP     |
| ---- | ------------- | -------- | -------- | -------- | ------ | ------ | ------ |
| 1.°  | Buenos Aires  | 3        | 0        | 0        | 104    | 5      | +99    |
| 2.°  | Sur           | 2        | 0        | 1        | 27     | 44     | -17    |
| 3.°  | Oeste         | 1        | 0        | 2        | 34     | 63     | -29    |
| 4.°  | Mar del Plata | 0        | 0        | 3        | 15     | 68     | -53    |

|  | Campeón. Clasifica de forma directa.       |
|  | Clasifica por cant. de jugadoras fichadas. |

| 30 de octubre | Buenos Aires | 32 - 0  | Sur | Comercial Rugby Club, Mar del Plata |  |
|               |              | Reporte |     |                                     |  |

| 30 de octubre | Mar del Plata | 10 - 22 | Oeste | Comercial Rugby Club, Mar del Plata |  |
|               |               | Reporte |       |                                     |  |

| 30 de octubre | Mar del Plata | 0 - 29  | Buenos Aires | Comercial Rugby Club, Mar del Plata |  |
|               |               | Reporte |              |                                     |  |

| 30 de octubre | Oeste | 7 - 10  | Sur | Comercial Rugby Club, Mar del Plata |  |
|               |       | Reporte |     |                                     |  |

| 30 de octubre | Mar del Plata | 5 - 17  | Sur | Comercial Rugby Club, Mar del Plata |  |
|               |               | Reporte |     |                                     |  |

| 30 de octubre | Oeste | 5 - 43  | Buenos Aires | Comercial Rugby Club, Mar del Plata |  |
|               |       | Reporte |              |                                     |  |

## Torneo Regional Patagónico
El Torneo Regional Patagónico se disputó el 29 y 30 de octubre en la Provincia de Río Negro, en las instalaciones del Catriel Rugby Club. La Unión de Rugby Austral se quedó con el título en mayores de forma invicta.

### Mayores
| Pos. | Equipos       | Partidos | Partidos | Partidos | Tantos | Tantos | Tantos |
| Pos. | Equipos       | G        | E        | P        | PF     | PC     | DP     |
| ---- | ------------- | -------- | -------- | -------- | ------ | ------ | ------ |
| 1.°  | Austral       | 4        | 0        | 0        | 113    | 17     | +96    |
| 2.°  | Alto Valle    | 3        | 0        | 1        | 123    | 10     | +113   |
| 3.°  | Santa Cruz    | 2        | 0        | 2        | 46     | 109    | -63    |
| 4.°  | Chubut        | 1        | 0        | 3        | 66     | 123    | -67    |
| 5.°  | Lagos del Sur | 0        | 0        | 4        | 45     | 127    | -82    |

|  | Clasifica a Zona Campeonato. |
|  | Clasifica a Zona Desarrollo. |

| 29 de octubre | Chubut | 38 - 14 | Lagos del Sur | Catriel Rugby Club, Catriel |  |
|               |        | Reporte |               |                             |  |

| 29 de octubre | Alto Valle | 5 - 10  | Austral | Catriel Rugby Club, Catriel |  |
|               |            | Reporte |         |                             |  |

| 29 de octubre | Santa Cruz | 22 - 19 | Lagos del Sur | Catriel Rugby Club, Catriel |  |
|               |            | Reporte |               |                             |  |

| 29 de octubre | Chubut | 0 - 46  | Alto Valle | Catriel Rugby Club, Catriel |  |
|               |        | Reporte |            |                             |  |

| 29 de octubre | Austral | 33 - 0  | Santa Cruz | Catriel Rugby Club, Catriel |  |
|               |         | Reporte |            |                             |  |

| 30 de octubre | Alto Valle | 36 - 0  | Santa Cruz | Catriel Rugby Club, Catriel |  |
|               |            | Reporte |            |                             |  |

| 30 de octubre | Alto Valle | 36 - 0  | Lagos del Sur | Catriel Rugby Club, Catriel |  |
|               |            | Reporte |               |                             |  |

| 30 de octubre | Austral | 39 - 7  | Chubut | Catriel Rugby Club, Catriel |  |
|               |         | Reporte |        |                             |  |

| 30 de octubre | Lagos del Sur | 12 - 31 | Austral | Catriel Rugby Club, Catriel |  |
|               |               | Reporte |         |                             |  |

| 30 de octubre | Chubut | 21 - 24 | Santa Cruz | Catriel Rugby Club, Catriel |  |
|               |        | Reporte |            |                             |  |

### Juveniles
Chubut y Santa Cruz no participaron del torneo de juveniles, por lo que esta categoría se jugó a dos rondas. La Unión de Rugby del Alto Valle de Río Negro y Neuquén se quedó con el torneo por diferencia de tries.
| Pos. | Equipos       | Partidos | Partidos | Partidos | Tantos | Tantos | Tantos |
| Pos. | Equipos       | G        | E        | P        | PF     | PC     | DP     |
| ---- | ------------- | -------- | -------- | -------- | ------ | ------ | ------ |
| 1.°  | Alto Valle    | 2        | 0        | 2        |        |        |        |
| 2.°  | Lagos del Sur | 2        | 0        | 2        | 58     | 58     | +0     |
| 3.°  | Austral       | 2        | 0        | 2        |        |        |        |

|  | Campeón. Clasifica de forma directa.       |
|  | Clasifica por cant. de jugadoras fichadas. |

| 29 de octubre | Austral | 12 - 22 | Lagos del Sur | Catriel Rugby Club, Catriel |  |
|               |         | Reporte |               |                             |  |

| 29 de octubre | Alto Valle | 12 - 17 | Austral | Catriel Rugby Club, Catriel |  |
|               |            | Reporte |         |                             |  |

| 29 de octubre | Alto Valle | 17 - 5  | Lagos del Sur | Catriel Rugby Club, Catriel |  |
|               |            | Reporte |               |                             |  |

| 30 de octubre | Austral | 7 - 14  | Lagos del Sur | Catriel Rugby Club, Catriel |  |
|               |         | Reporte |               |                             |  |

| 30 de octubre | Alto Valle | P.P. - G.P. | Austral | Catriel Rugby Club, Catriel |  |
|               |            | Reporte     |         |                             |  |

| 30 de octubre | Alto Valle | 22 - 17 | Lagos del Sur | Catriel Rugby Club, Catriel |  |
|               |            | Reporte |               |                             |  |